# Dolichopus robertsoni
Dolichopus robertsoni är en tvåvingeart som beskrevs av Charles Howard Curran 1923. Dolichopus robertsoni ingår i släktet Dolichopus och familjen styltflugor.
Artens utbredningsområde är Colorado. Inga underarter finns listade i Catalogue of Life.